# Marcel Wengler
Marcel Wengler (født 20. april 1946 i Esch-sur-Alzette, Luxembourg) er en luxembourgsk komponist, dirigent, rektor og lærer.
Wengler studerede komposition og direktion på Det Kongelige Musikkonservatorium i Bruxelles, og senere på Musikhøjskolen i Köln hos Hans Werner Henze, som han senere var fast assistent for på denne skole. Wengler har skrevet 2 symfonier, orkesterværker, kammermusik, koncertmusik, sceneværker, musicals etc. Han var rektor for Det Kongelige Musikkonservatorium i Luxembourg (1972-1997). Wengler har som dirigent lavet en række indspilninger med værker af komponister fra Luxembourg, og er formand for Luxembourg forening for Moderne Musik. Hans lærere i direktion var bl.a. Igor Markevitch og Sergiu Celibidache. Wengler hører til de vigtige komponister fra Luxembourg i det 20. århundrede.

## Udvalgte værker
- Symfoni nr. 1 "Sinfonietta" (1976) - for orkester
- Symfoni nr. 2 (1982) - for orkester
- Fløjtekoncert (1999) - for fløjte og orkester
- Konstellationer (1980) - for orkester